# Premio letterario Galileo per la divulgazione scientifica

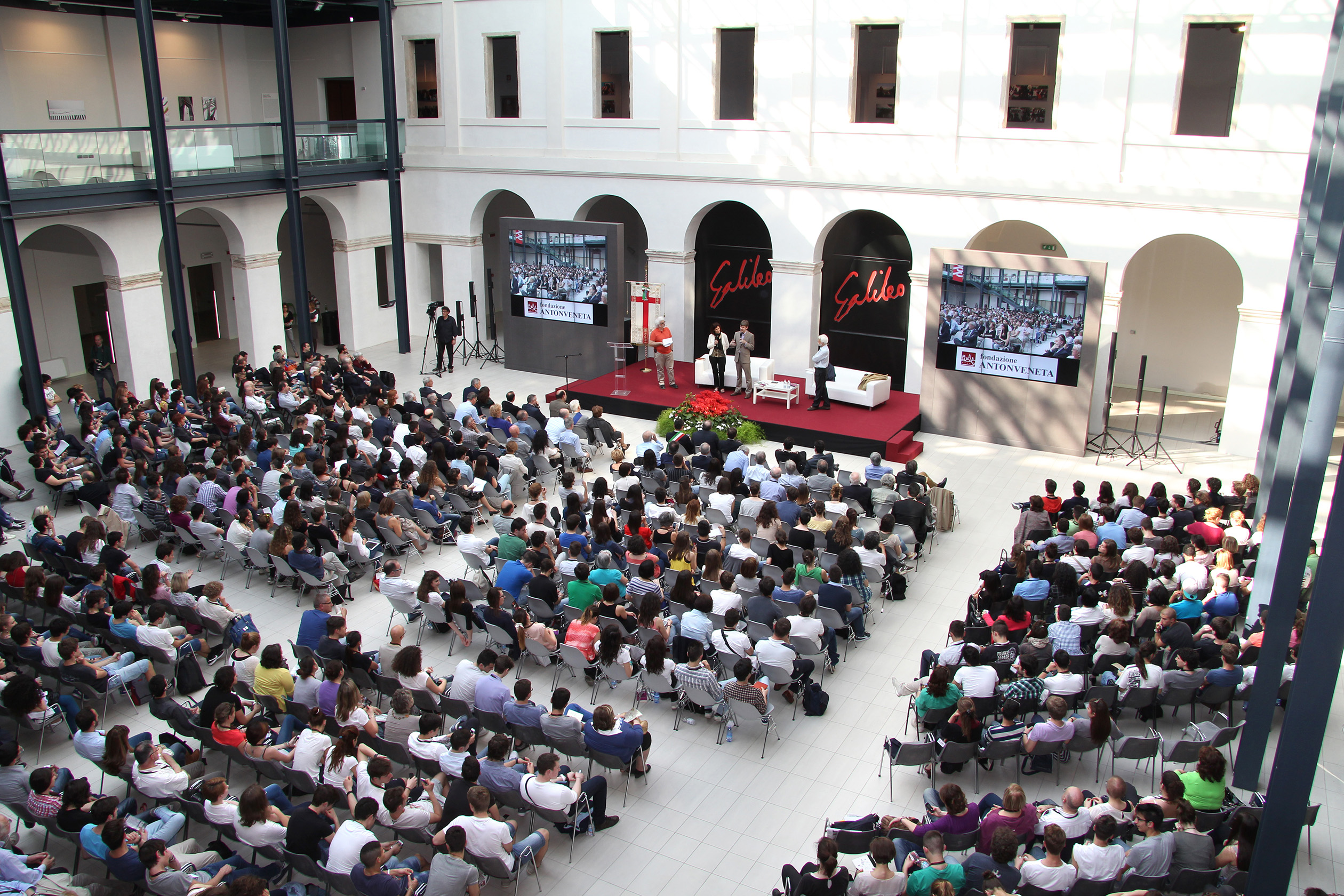
Cerimonia di premiazione al Centro culturale Altinate/San Gaetano

Il Premio letterario Galileo per la divulgazione scientifica (in breve: Premio Galileo) è stato istituito nel 2007 dal Comune di Padova con l'intento di diffondere tra i giovani la cultura scientifica e per celebrare il prestigio dell'Università patavina, che, sin dalla sua nascita, ha ospitato eccellenze nel campo scientifico, a partire proprio da Galileo Galilei. Ha avuto il patrocinio del Ministero dei beni culturali, del MIUR, e dell'Accademia galileiana di scienze, lettere ed arti. Il premio è indetto in collaborazione con ANCI (Associazione Nazionale dei Comuni Italiani), UPI (Unione province d'Italia), e Università degli Studi di Padova.

## Procedura di assegnazione
Due sono le fasi che contraddistinguono la procedure di assegnazione del premio, attraverso la selezione dei finalisti fino alla scelta finale in occasione della cerimonia di conferimento del premio.

### Selezione dei finalisti
Nella prima fase, che si svolge a gennaio, una giuria composta da personalità del mondo scientifico, accademico, e giornalistico, seleziona i 5 libri giudicati più meritevoli tra la produzione dei due anni precedenti. In seguito, una giuria popolare, o giuria degli studenti, a cui vengono inviate più copie dei libri finalisti, decreta il vincitore esprimendo le preferenze attraverso schede di voto.

### Cerimonia di premiazione
Durante la cerimonia di premiazione, che si tiene a maggio, trasmessa in diretta, vengono conteggiate le preferenze inviate dalle scuole partecipanti (una scuola per ogni provincia italiana, più una scuola militare), presenti alla cerimonia con le loro delegazioni. Al vincitore e ai finalisti vengono assegnati dei riconoscimenti e dei premi in denaro mentre le scuole partecipanti vengono premiate con la donazione di strumenti scientifici per i loro laboratori scolastici. 
Durante i mesi in cui le scuole sono occupate a leggere i libri, vengono organizzati degli incontri con gli autori finalisti a cui possono partecipare anche tutte le scuole italiane collegandosi in streaming video.

## Presidenti di Giuria
- 1ª edizione, 2007: Umberto Veronesi
- 2ª edizione, 2008: Carlo Rubbia
- 3ª edizione, 2009: Margherita Hack
- 4ª edizione, 2010: Paolo Rossi
- 5ª edizione, 2011: Mario Tozzi
- 6ª edizione, 2012: Piergiorgio Odifreddi
- 7ª edizione, 2013: Paco Lanciano
- 8ª edizione, 2014: Nicoletta Maraschio
- 9ª edizione, 2015: Vittorino Andreoli[5]
- 10ª edizione, 2016: Paolo Crepet[6]
- 11ª edizione, 2017: Dario Bressanini
- 12ª edizione, 2018: Sandra Savaglio
- 13ª edizione, 2019: Elena Cattaneo
- 14ª edizione, 2020: Alberto Mantovani
- 15ª edizione, 2021: Maria Chiara Carrozza[7]
- 16ª edizione, 2022: Daniela Mapelli[8]
- 17ª edizione, 2023: Andrea Rinaldo
- 18ª edizione, 2024: Andrea Rinaldo[9]

## Vincitori
- 1ª edizione, 2007: Perché la Scienza?, di Francesco Cavalli Sforza e Luigi Luca Cavalli Sforza
- 2ª edizione, 2008: Se l'uomo avesse le ali, di Andrea Frova
- 3ª edizione 2009: Energia per l'astronave terra, di Nicola Armaroli e Vincenzo Balzani
- 4ª edizione, 2010: I vaccini dell'era globale, di Rino Rappuoli e Lisa Vozza
- 5ª edizione, 2011: C’è spazio per tutti. Il grande racconto della geometria, di Piergiorgio Odifreddi
- 6ª edizione, 2012: Il meraviglioso mondo dei numeri, di Alex Bellos
- 7ª edizione, 2013: Il DNA incontra Facebook. Viaggio nel supermarket della genetica, di Sergio Pistoi,  Marsilio editori 2012 [10]
- 8ª edizione, 2014: Il bonobo e l'ateo. In cerca di umanità fra i primati, di Frans de Waal, Raffaello Cortina Editore, 2013[11][12]
- 9ª edizione, 2015: La realtà non è come ci appare - La struttura elementare delle cose, di Carlo Rovelli, Raffaello Cortina Editore, 2014[13]
- 10ª edizione 2016: L'anima delle macchine. Tecnodestino, dipendenza tecnologica e uomo virtuale, di Paolo Gallina, Edizioni Dedalo, 2015.
- 11ª edizione, 2017: La nascita imperfetta delle cose, di Guido Tonelli, Rizzoli Editore, 2016[14]
- 12ª edizione 2018: Plant revolution. Le piante hanno già inventato il nostro futuro di Stefano Mancuso, Giunti Editore, 2017.
- 13ª edizione 2019: Naufraghi senza volto. Dare un nome alle vittime del Mediterraneo di Cristina Cattaneo, Raffaello Cortina Editore, 2018.
- 14ª edizione 2020: La trama della vita. La scienza della longevità e la cura dell'incurabile tra ricerca e false promesse di Giulio Cossu, Marsilio Editori, 2018.[15]
- 15ª edizione 2021: Il prezzo dell'immortalità di Pier Paolo Di Fiore, Il Saggiatore, 2020.
- 16ª edizione 2022: Quando abbiamo smesso di capire il mondo di Benjamín Labatut, Adelphi, 2021.[16]
- 17ª edizione 2023: Su un altro pianeta di Amedeo Balbi,  Rizzoli, 2022.[17]
- 18ª edizione 2024: La Materia del Mondo di Ed Conway,  Marsilio, 2023.[18]